# Vidiškės
Vidiškės är en ort i Litauen. Den ligger i den östra delen av landet, 100 km nordost om huvudstaden Vilnius. Vidiškės ligger 180 meter över havet och antalet invånare är 1 084.
Terrängen runt Vidiškės är platt. Runt Vidiškės är det ganska tätbefolkat, med 65 invånare per kvadratkilometer. Närmaste större samhälle är Ignalina, 4,9 km sydväst om Vidiškės. I omgivningarna runt Vidiškės växer i huvudsak blandskog.